# 暁橋 (八王子市)
暁橋（あかつきはし）は東京都八王子市中央部の浅川に架かる市道の橋。
竣工は1960年で北岸は八王子市暁町一丁目、南岸は同市元横山町一丁目及び三丁目である。全長122.60m、幅員6.00mで歩道は下流側のみ設置されている。また、橋の南北の幅員が狭いためトラックとバスの通行は禁止されている。